# Rio Doljeşti
O Rio Doljeşti é um rio da Romênia, afluente do Arinoasa, localizado no distrito de Iaşi e Neamţ.